# Ellen Taaffe Zwilich
Ellen Taaffe Zwilich (Miami, 30 de abril de 1939) é uma compositora americana, e a primeira mulher compositora a ganhar o Prêmio Pulitzer de Música. Suas primeiras obras são marcadas pela exploração atonal, mas até o final dos anos 1980, ela havia mudado para um estilo pós-moderno, neo-romântico. Ela tem sido chamada de "uma dos compositores vivos mais frequentemente executados e genuinamente populares". Ela foi indicada em 1994 para o Florida Artists Hall of Fame.

## Biografia
Zwilich começou seus estudos como violinista, graduando-se em Música pela Florida State University em 1960. Ela se mudou para Nova Iorque para tocar com a American Symphony Orchestra sob a regência de Leopold Stokowski. Mais tarde, ela se matriculou na Juilliard School, tornando-se em 1975 a primeira mulher a ganhar o grau de Doutor em Artes Musicais em composição. Seus professores incluídos John Boda, Elliott Carter, e Roger Sessions. Ela começou a se destacar quando Pierre Boulez programou sua obra Simpósio para Orquestra com a Juilliard Symphony Orchestra, em 1975.
Alguns de seus trabalhos durante este período foram escritos para o seu marido, o violinista Joseph Zwilich. Ele morreu em 1979, e depois disso Taaffe Zwilich alterou seu estilo de composição para "se comunicar mais diretamente com os artistas e ouvintes," suavizando um pouco seu estilo áspero e duro.
Sua peça Três Movimentos para Orquestra (Sinfonia Nº 1) foi estreada pela American Symphony Orchestra em 1982 e ganhou o Prêmio Pulitzer em  1983, após o que sua popularidade e renda a partir de comissões garantiram que ela poderia se dedicar à composição em tempo integral. De 1995 a 1999, foi a primeira ocupante da cadeira de Composição no Carnegie Hall; enquanto estava lá, criou a série de concertos "Fazer Música", que se concentra em apresentações e palestras de compositores vivos, série que ainda está em existência.
Ela tem recebido diversas outras honrarias, incluindo o Elizabeth Sprague Coolidge Chamber Music Prize, p prêmio da crítica musical Arturo Toscanini, uma citação Ernst von Dohnányi, um Oscar da Academia Americana de Artes e Letras, um prêmio da Fundação Guggenheim, e quatro indicações ao Grammy. Ela foi eleita para a Academia Americana de Artes e Letras e da Academia Americana de Artes e Ciências, e, em 1999, designada Compositora do Ano pela revista Musical America. Ela é atualmente professora emérita na Florida State University, e serviu por muitos anos no Painel Consultivo da BMI Foundation, Inc. Em 2009, ela se tornou Diretora do Prêmio Estudantil de Composição da BMI. Até o momento, ela recebeu seis doutorados honorários.[carece de fontes?]

## Carreira Musical
O estilo de composição de Zwilich é marcado por uma obsessão com "a ideia de gerar um trabalho inteiro – estrutura em grande escala, linguagem melódica e harmônica e processos de desenvolvimento – a partir de temas iniciais." Junto a obras orquestrais de grande escala, como Symbolon (1988), Sinfonia n.2 (Violoncelo Symphony) (1985), e a Sinfonia n.3 (1992), que foram encomendados pela Filarmônica de Nova York, ela tem escrito uma série de concertos notáveis, em menor escala, para instrumentos relativamente incomuns. Estes incluem obras para trombone (1988), trombone baixo (1989), flauta (1989), oboé (1990), fagote (1992), trompa (1993), trompete (1994) e clarinete (2002). Ela também escreveu um pequeno número de obras corais e ciclos musicais.[carece de fontes?]

## Principais obras

### Sinfonias
- Sinfonia Nº 1 "Três Movimentos para Orquestra" (1982, Prêmio Pulitzer de Música de 1983)
- Sinfonia No. 2 "para violoncelo" (1985)
- Sinfonia para sopros (1989)
- Sinfonia No. 3 (1992)
- Sinfonia No. 4 "Jardins", para Coro infantil, Coro e Orquestra (1999, encomendado pela Michigan State University)
- Sinfonia No. 5 "Concerto para Orquestra" (2008, encomendado pela Juilliard School; estreia em 27 de outubro de 2008, no Carnegie Hall, Orquestra Juilliard, James Conlon, maestro)

### Outras obras sinfônicas
- Simpósio (1973)
- Passagens (1982)
- Prólogo e Variações para orquestra de cordas (1983)
- Tanzspiel, ballet em quatro cenas (1983)
- Celebração para Orquestra (Abertura) (1984)
- Concerto Grosso 1985 (em comemoração do 300º aniversário de nascimento de George Friderich Handel)
- Symbolon (1988)
- Cerimônias para Banda Sinfônica (1988)
- Fantasia para orquestra (1993)
- Abertura Júbilo (1996)
- Upbeat! (1998)
- Openings (2001)

### Obras Concertantes
- Concerto Para Piano Nº 1 (1986)
- Imagens (Suíte em cinco movimentos) para Dois Pianos e orquestra (1986)
- Concerto para Trombone e orquestra (1988)
- Concerto para Trombone Baixo, Cordas, Tímpanos e Címbalos (1989)
- Concerto Para Flauta (Nº 1) (1989)
- Concerto Para Oboé (1990)
- (Duplo) Concerto para Violino, Violoncelo e orquestra (1991)
- Concerto Para Fagote (1992)
- Concerto para Trompa e orquestra de cordas (1993)
- Romance para Violino e Orquestra de Câmara (ou para violino e piano) (1993)
- American Concerto para Trompete e orquestra (1994)
- Concerto Triplo para Piano, Violino, Violoncelo e orquestra (1995)
- Galeria Peanuts (Seis Peças) para Piano e orquestra de câmara (1996)
- Concerto Para Violino E Orquestra (Nº 1) (1997)
- Fantasia Millennium (Concerto No. 2 em dois movimentos), para Piano e Orquestra (2000; encomendada pelo Pianista Jeffrey Biegel, projeto com 27 orquestras dos EUA; estreia com a Orquestra Sinfônica de Cincinnati, regida por Jesus López-Cobos; gravado para Naxos com a Orquestra da Universidade do Estado da Flórida, Alexandre Jimenez, regente
- Partita (Concerto No. 2) para Violino e orquestra de cordas (2000)
- Concerto Para Clarinete (2002)
- Rituais para cinco percussão e orquestra (2003) (Invocação; Deambulação; Lembranças; Concursos)
- Sombras (Concerto para Piano Nº 3 para Piano e Orquestra (2011; encomendada pelo pianista Jeffrey Biegel, 8 orquestras nos Estados Unidos, Canadá e Inglaterra; estréia com a Louisiana Orquestra Filarmônica, Carlos Miguel Prieto, regente)
- Commedia dell'Arte (Concerto para Violino e orquestra Nº 3 para Violino e orquestra de cordas (2012)
- Concerto Elegia (Elegia, Solilóquio e Final) para Flauta e orquestra de cordas (2015)

### Música de câmara
- Sonata para violino em Três Movimentos (1973-74)
- Quarteto De Cordas Nº 1 (1974)
- Quinteto De Clarinete (1977)
- Sinfonia de câmara, para flauta, clarinete, violino, viola, violoncelo e piano (1979)
- Passagens (1981)
- Trio de cordas para violino, viola e violoncelo (1982)
- Divertimento para flauta, clarinete, violino e violoncelo (1983)
- Intrada (1983)
- Concerto para Trompete e cinco instrumentos (flauta, clarinete, percussão, contrabaixo e piano) (1984)
- Duplo Quarteto para Cordas (1984)
- Trio para piano, violino e violoncelo (1987)
- Quinteto para Clarineta e quarteto de cordas (1990)
- Romance para Violino e piano (ou para Violino e orquestra de câmara) (1993)
- Quarteto De Cordas Nº 2 (1998)
- Lamento para violoncelo e piano (2000)
- Episódios, para violino e piano (2003)
- Quarteto para oboé e cordas (2004)
- Quinteto para Alto Saxofone e Quarteto de cordas (2007)
- Episódios para Saxofone Soprano e Piano (2007)
- Septet para Trio de Piano e Quarteto de cordas (2008)
- Quinteto para Violino, Viola, Violoncelo, Contrabaixo e Piano (2010)
- Viagem para Quarteto de cordas (String Quartet No. 3) (2012)